# Allium litvinovii
Allium litvinovii là một loài thực vật có hoa trong họ Amaryllidaceae. Loài này được Drobow ex Vved. mô tả khoa học đầu tiên năm 1971.